# Leptailurus serval lipostictus
Leptailurus serval lipostictus es una subespecie de  mamíferos carnívoros  de la familia Felidae.

## Distribución geográfica
Se encuentran en África: el norte de Angola.